# De Berlingske Journalisters Pris
De Berlingske Journalisters Pris, også kaldet BMF-prisen, er en journalistisk hæderspris, som siden 1997 er blevet uddelt for en fremragende indsats i den dansksprogede trykte presse.
Prisen uddeles uden ansøgning af Berlingske Medarbejderforening (BMF) efter beslutning i en priskomite, sammensat af journalister ved Berlingske Tidende. Det er ikke en betingelse for modtagelse af prisen, at man er ansat ved denne avis. 
Prisen består af et rejselegat på 15.000 kr. samt en statuette, som kaldes Dyret og er skabt af billedhuggeren Niels Peter Bruun Nielsen. Prisuddelingen sker den 22. marts, hvor Ernst Henrich Berling, der grundlagde Berlingske Tidende i 1749, har fødselsdag.